# Райль (Німеччина)
Райль (нім. Reil) — громада в Німеччині, розташована в землі Рейнланд-Пфальц. Входить до складу району Бернкастель-Віттліх. Складова частина об'єднання громад Трабен-Трарбах.
Площа — 12,14 км2. Населення становить 958 ос. (станом на 31 грудня 2020).

## Галерея

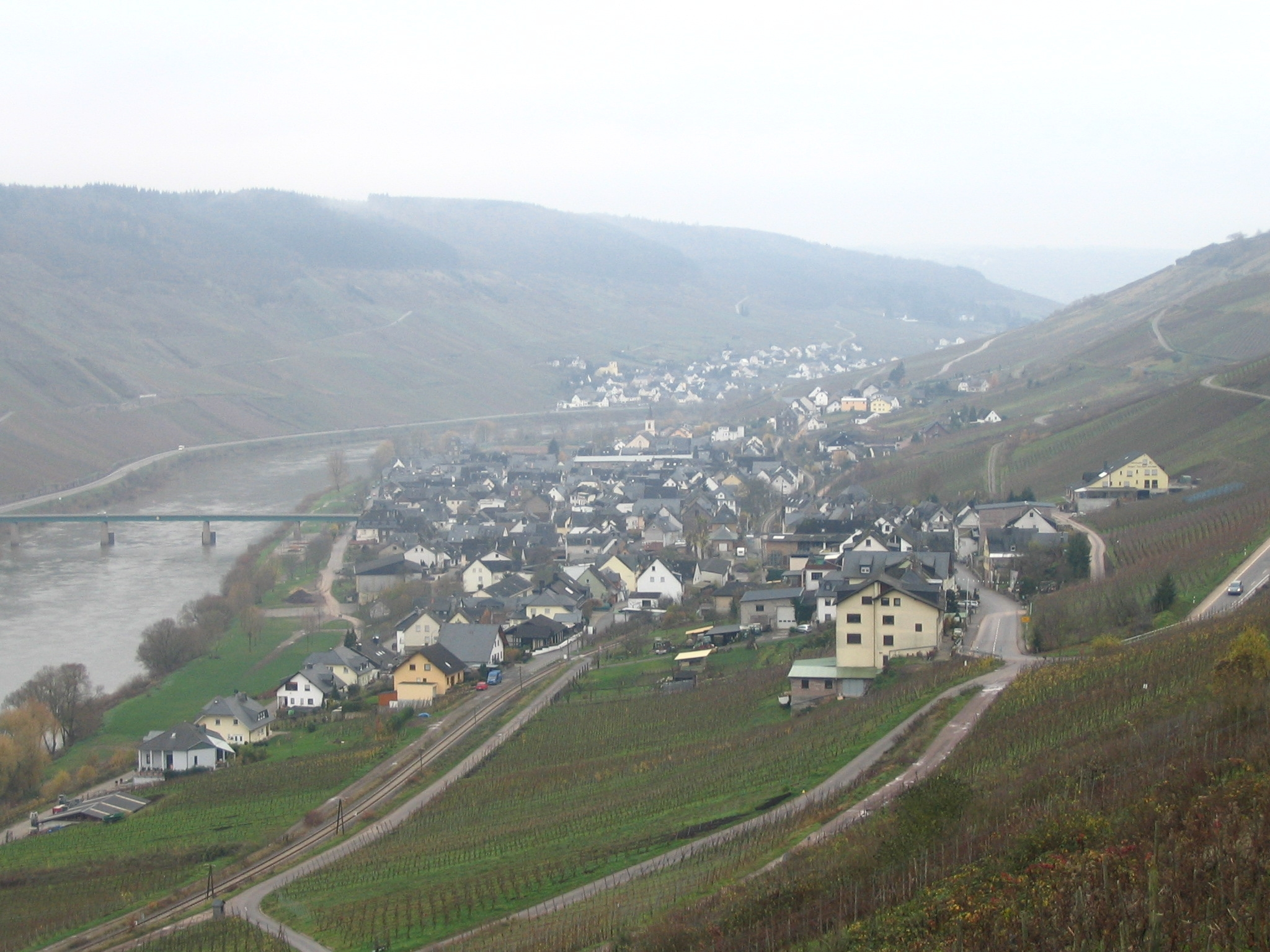